# Ryoma Ishida
Ryoma Ishida (石田 崚真 Ishida Ryōma?, Kosai, Shizuoka, 21 de junio de 1996) es un futbolista japonés que juega como defensa en el FC Gifu de la J3 League.

## Trayectoria

### Clubes
| Club                            | País  | Año       |
| ------------------------------- | ----- | --------- |
| Júbilo Iwata                    | Japón | 2015-2020 |
| J. League sub-22                | Japón | 2015      |
| Zweigen Kanazawa (cedido)       | Japón | 2017-2018 |
| Renofa Yamaguchi F. C. (cedido) | Japón | 2019      |
| S. C. Sagamihara                | Japón | 2021-2022 |
| Iwate Grulla Morioka            | Japón | 2023      |
| FC Gifu                         | Japón | 2024-     |